# Marius Nägele
Marius Nägele (* 28. März 1994 in Ravensburg) ist ein deutscher Eishockeyspieler, der seit der Saison 2019/20 bei den Hannover Scorpions aus der Oberliga Nord unter Vertrag steht.

## Karriere
Marius Nägele spielte in seiner Jugend beim EV Ravensburg. 2010/11 spielte er in der U 18 der DEG Eishockey. Außerdem spielte er in der Jugendbundesliga für den Iserlohner EC. Zur Saison 2011/12 wechselte Marius Nägele in die Oberliga Süd zum EV Füssen. In der Saison 2013/14 spielte er zum ersten Mal in der Oberliga Nord für die Hannover Scorpions. In der Saison 2014/15 war Nägele Teil der U21 des VER Selb. In der Saison 2015/16 spielte Nägele beim EHC Timmendorfer Strand und für die Blue Devils Weiden an. Dort blieb er ein weiteres Jahr. 2017 absolviert Nägele einige Spiele für die Lausitzer Füchse in der DEL2, verließ den Verein aber nach drei Monaten wieder. Anschließend spielte er für die Füchse Duisburg in der Oberliga Nord. In der Saison 2018/19 wurde Marius Nägele mit dem EV Landshut Meister in der Oberliga Süd. Zur nächsten Saison kehrte er zu den Hannover Scorpions zurück.